# DIN 4022
Die DIN-Norm DIN 4022 des Deutschen Instituts für Normung e. V. regelte die für Deutschland gültige Benennung und Beschreibung von Boden und Fels. Inhaltlich gliederte sie sich in drei Teile. Teil 1 befasst sich mit der Erstellung eines Schichtenverzeichnisses für Bohrungen ohne durchgehende Gewinnung von gekernten Proben im Boden und im Fels. In Teil 2 wurde das Schichtenverzeichnis für Bohrungen im Fels (Festgestein) behandelt. Teil 3 beinhaltete Angaben zum Schichtenverzeichnis für Bohrungen mit durchgehender Gewinnung von gekernten Proben im Boden (Lockergestein).
Im August 2002 wurde die DIN 4022 durch die Normen ISO 14688, ISO 14689-1 und ISO 22475-1 abgelöst. Die DIN 4022 hat im Januar 2007 offiziell ihre Gültigkeit verloren. Im Wesentlichen wurden in der Neufassung deutsche Bezeichnungen durch äquivalente englische Begriffe ersetzt. Die ISO 14688 besitzt zwei Teile, deren Inhalte sich stark an die DIN 4022 anlehnen. Die ISO 14688 behandelt jedoch die Benennung von Boden, die ISO 14689-1 die Benennung von Fels bei Baugrunduntersuchungen (nicht bei Altlastenuntersuchungen, siehe Bodenkundliche Kartieranleitung). Probenentnahmeverfahren und Grundwassermessungen werden in der ISO 22475-1 behandelt.

## Inhalte

### Korneinteilung
Die Norm gliedert Böden nach Korngrößenbereichen und Kornanteilen sowie Konsistenzgrenzen und organogenen Anteilen.
Nachfolgende Einteilung wird von der Norm vorgenommen:

Kornverteilungslinie für beispielhaft ausgewählte Böden

| Bereich     | Benennung   | Kurzzeichen | Benennung     | Kurzzeichen | Korngröße [mm] |
| ----------- | ----------- | ----------- | ------------- | ----------- | -------------- |
| Siebkorn    | Blöcke      | Y           | Y             | Y           | > 200          |
| Siebkorn    | Steine      | X           | X             | X           | > 63–200       |
| Siebkorn    | Kieskorn    | G           | Grobkies      | gG          | > 20–63        |
| Siebkorn    | Kieskorn    | G           | Mittelkies    | mG          | > 6,3–20       |
| Siebkorn    | Kieskorn    | G           | Feinkies      | fG          | > 2,0–6,3      |
| Siebkorn    | Sandkorn    | S           | Grobsand      | gS          | > 0,6–2,0      |
| Siebkorn    | Sandkorn    | S           | Mittelsand    | mS          | > 0,2–0,6      |
| Siebkorn    | Sandkorn    | S           | Feinsand      | fS          | > 0,063–0,2    |
| Schlämmkorn | Schluffkorn | U           | Grobschluff   | gU          | > 0,02–0,063   |
| Schlämmkorn | Schluffkorn | U           | Mittelschluff | mU          | > 0,0063–0,02  |
| Schlämmkorn | Schluffkorn | U           | Feinschluff   | fU          | > 0,002–0,0063 |
| Schlämmkorn | Tonkorn     | T           | T             | T           | ≤ 0,002        |

### Kornform
Mit der Einführung der ISO 14688 wurden die Begriffe für die Bezeichnung der Kornform neu definiert. Die Kornform ist bei feinkörnigen Böden von der Mineralart, bei grobkörnigen Böden von der Gesteinsart sowie der Transport- und Verwitterungsgeschichte abhängig. Lange Transportwege runden die Körner zunehmend ab, starke Verwitterung bedingt eine hohe Kornrauigkeit. Die Kornform wird nach den Aspekten Rundung, Form und Oberflächenstruktur bewertet. Nachstehende Tabelle (Bezeichnungen der Kornform) lässt sich für Kies oder gröbere Böden anwenden.
| Aspekt              | Ausprägung                                                          |
| Rundung             | scharfkantig kantig kantengerundet angerundet gerundet gut gerundet |
| Form                | kubisch flach (plattig) länglich (stängelig)                        |
| Oberflächenstruktur | rau glatt                                                           |

## Verwandte Normen
- DIN 1054 – Baugrundsicherheit
- DIN 4023 – Zeichnerische Darstellung der Ergebnisse von Bohrungen
- DIN 18196 – Bodenklassifikation für bautechnische Zwecke